# Aloe heliderana
Aloe heliderana är en grästrädsväxtart som beskrevs av John Jacob Lavranos. Aloe heliderana ingår i släktet Aloe och familjen grästrädsväxter. Inga underarter finns listade i Catalogue of Life.